# DHL International Aviation ME
DHL International Aviation ME (a volte indicata come SNAS/DHL) è una compagnia aerea cargo con sede in Bahrain. È interamente di proprietà di Deutsche Post e gestisce i servizi di corriere a marchio DHL del gruppo in Medio Oriente, inclusi Afghanistan, Iraq e Pakistan come parte di DHL Aviation. La sua base principale è l'aeroporto Internazionale del Bahrein.

## Storia
La compagnia aerea venne fondata e iniziò a operare nel 1979.
Nel 1996, DHL International cominciò a utilizzare i Boeing 757-200 per i voli tra il Bahrain e l'Europa. A partire dal 2004, la compagnia opera voli tra Medio Oriente, Europa, Asia e Africa.

## Flotta

### Flotta attuale
A giugno 2023 la flotta di DHL International Aviation ME è così composta:

### Flotta storica
DHL Aero Expreso operava in precedenza con:
- Antonov An-12
- Boeing 757-200F
- Boeing 757-200(PCF)
- Boeing 757-200(SF)
- Boeing 767-200(BDSF)
- Convair CV-540
- Fairchild Metro 23
- Fairchild Metro III